# هانز تسيمرمان
هانز تسيمرمان (بالألمانية: Hans Zimmermann)‏ (18 أكتوبر 1906 في نورنبرغ - 1984 في بايرويت) كان سياسيًّا ألمانيًّا من الحزب النازي.